# Oxytropis viscida
Oxytropis viscida är en ärtväxtart som beskrevs av John Torrey och Asa Gray. Oxytropis viscida ingår i släktet klovedlar, och familjen ärtväxter.

## Underarter
Arten delas in i följande underarter:
- O. v. hudsonica
- O. v. subsucculenta
- O. v. viscida

## Bildgalleri

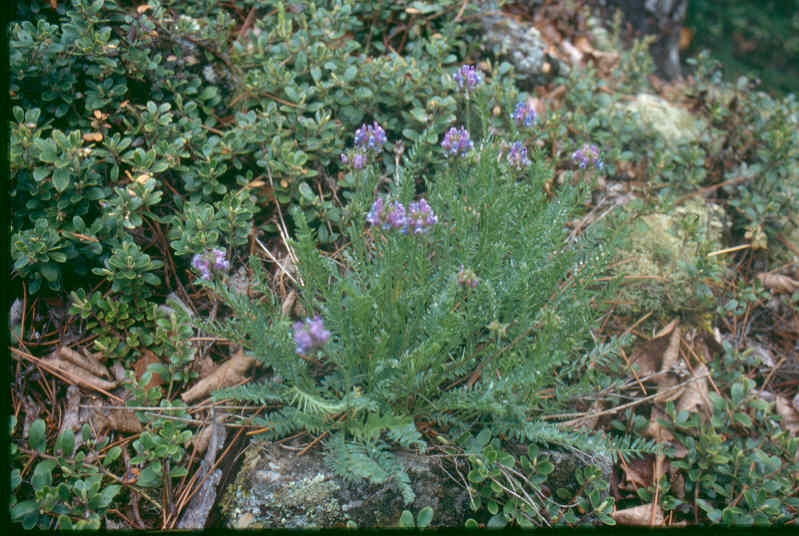
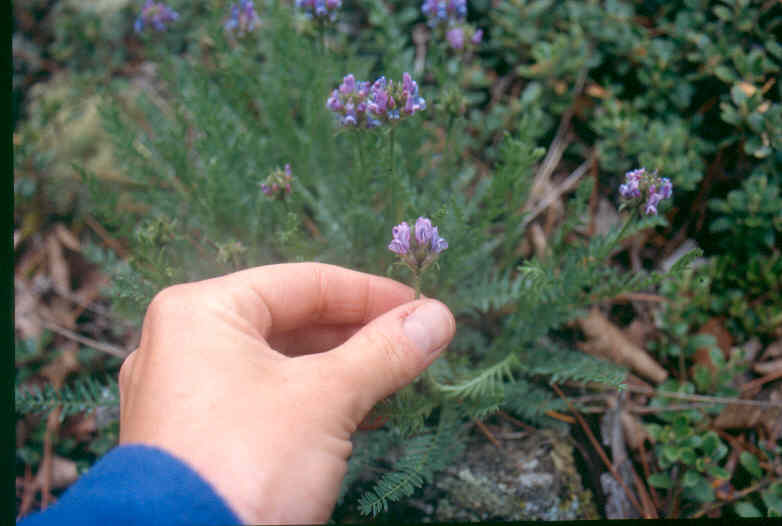
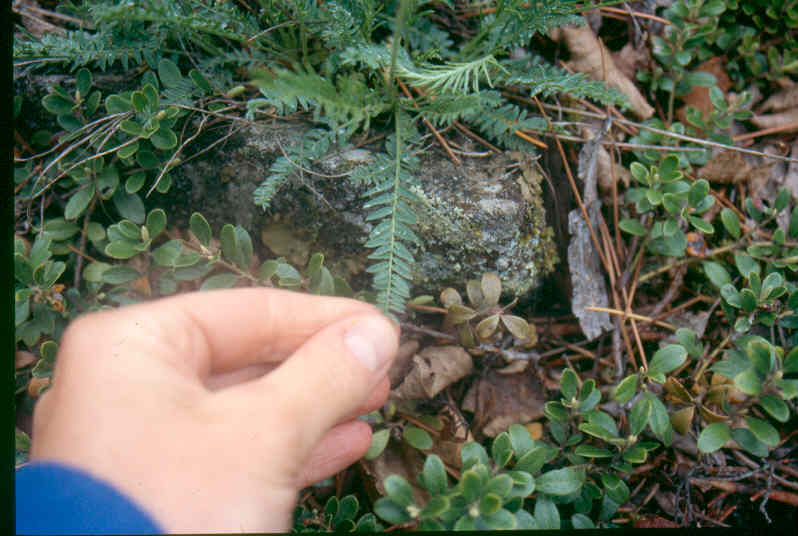
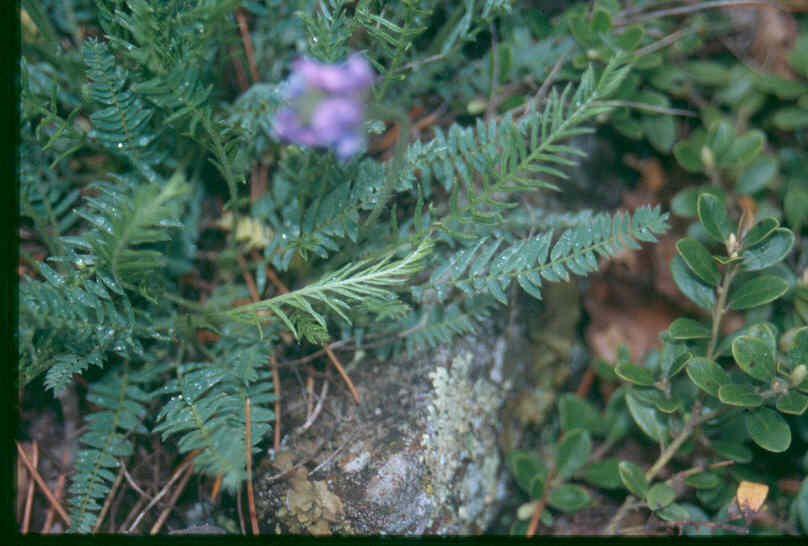
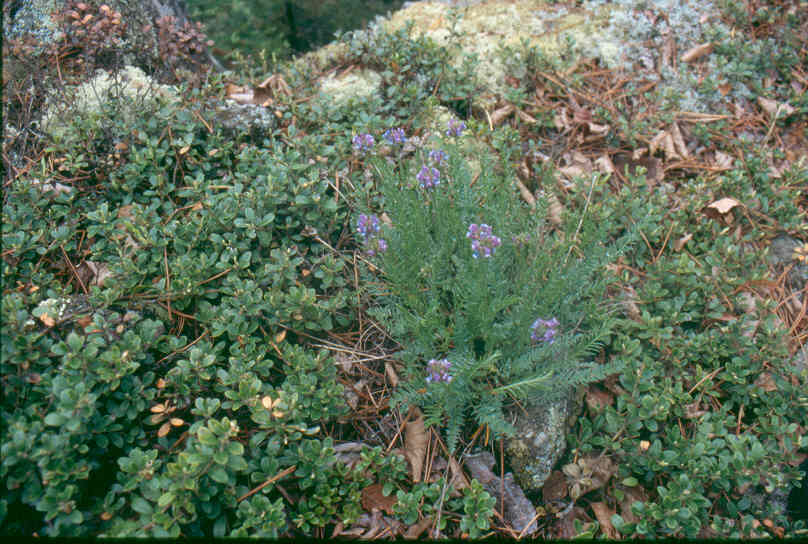